# Dvojna vrata
Dvojna vrata (Porta Gemina) sagrađena su na ostacima ranijih vrata s dekorativnom funkcijom ulaza u antičko kazalište. Jednostavne su konstrukcije s dva lučna prolaza s tri polustupa ukrašena kompozitnim kapitelima. Reljefni vijenac cijeli sklop povezuje u harmoničnu cjelinu. U gornjem dijelu svoda lukova uočavaju se prorezi za spuštanje rešetaka kojima su se vrata zatvarala. Na gornjem središnjem prostoru nalazi se natpisna ploča od bijelog mramora koja spominje Lucija Menacija Priska koji je o osobnom trošku od 40.000 sestercija sagradio jedan od gradskih vodovoda.
Dvojna vrata jedna su od desetak vratiju koja su činila sastavne dijelove gradskih zidina grada Pule. U blizini Dvojnih vrata pronađeni su ostaci dijelom rekonstruiranog osmerokutnog mauzoleja iz 2., odnosno 3. stoljeća. Kroz Dvojna vrata ulazi se u dvorište koje vodi prema Arheološkom muzeju Istre i Malom rimskom kazalištu, odnosno Kaštelu.